# 泾河源镇
泾河源镇，是中华人民共和国宁夏回族自治区固原市泾源县下辖的一个乡镇级行政单位。

## 行政区划
泾河源镇下辖以下地区：
兰大庄村、河北村、白面村、马家村、泾光村、下秦村、上秦村、北营村、龙潭村、余家村、南庄村、冶家村、涝池村、王家村、白吉村、高峰村、庞东村、东山村、东峡村、石底村和底沟村。